# Ede (keresztnév)
Az Ede férfinév az Edvárd, Eduárd nevek német rövidülése.

## Gyakorisága
Az 1990-es években igen ritka név, a 2000-es években nem szerepel a 100 leggyakoribb férfinév között.

## Névnapok
- január 5.[2]
- március 10.[2]
- március 18.[2]
- október 13.[2]
- november 17.[2]
- december 1.[2]

## Híres Edék
- „Ede” utónevű személyek szócikkeinek listája a Wikidata alapján